# Cucut drongo de les Filipines
El cucut drongo de les Filipines (Surniculus velutinus) és una espècie d'ocell de la família dels cucúlids (Cuculidae) que habita en boscos, matolls i bambús a l'arxipèlag de les illes de les Filipines.